# Wankeliella medialis
Wankeliella medialis is een springstaartensoort uit de familie van de Tullbergiidae. De wetenschappelijke naam van de soort is voor het eerst geldig gepubliceerd in 1994 door Simon & Jordana.